# Gouden Horusnaam
De Gouden Horusnaam vormt een deel van de koningstitels van de farao's van Egypte.

## Verschijning
Deze naam bestaat uit een valk (bik) zittend op het symbool van goud (nbw), daarachter komt een spreuk. De spreuk was meestal een heilwens van de farao of een vrome uitlating. In hiërogliefen wordt de naam beschreven als "Gouden valk" (bik-nbw) of "Horus, heer van de twee landen" (hr nb-tAwi).

## Betekenis
De betekenis van de naam is onduidelijk onder de geleerden.
Een mogelijke theorie zou kunnen zijn dat het dragen van de naam de koning gelijkgesteld werd met de zon, het symboliseerde de koning als een valk in de hemel die voert op een schip of een bark. In de Griekse tijd wordt het goud van de Gouden Horusnaam gezien als synoniem voor de eeuwigheid, de koning wil de eeuwige Horus zijn.

## Geschiedenis
De Gouden Horus-naam werd voor het eerst gebruikt onder farao Ninetjer van de 2e dynastie van Egypte. De naam werd geschreven als rn (n) nbw. Over de betekenis van de naam bestaan een aantal opvattingen. De volgende heerser die de naam gebruikte was Djoser, farao van de 3e dynastie van Egypte. Sinds de 4e dynastie van Egypte maakt de naam deel uit van de standaard koningstitulatuur.

## Voorbeelden
Enkele voorbeelden van Gouden Horusnamen zijn:

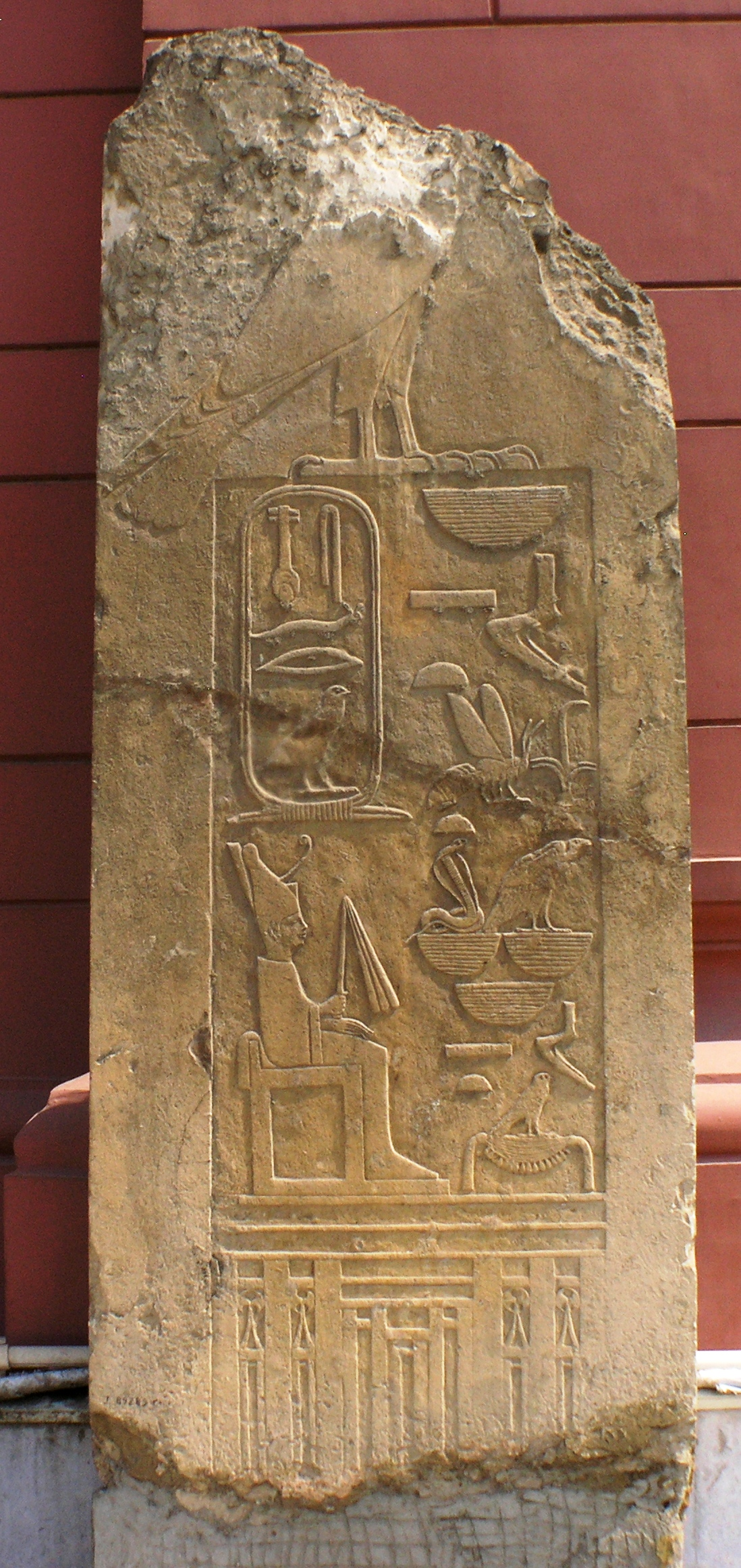
Gouden Horusnaam van Sneferoe, farao van de 4e dynastie van Egypte.
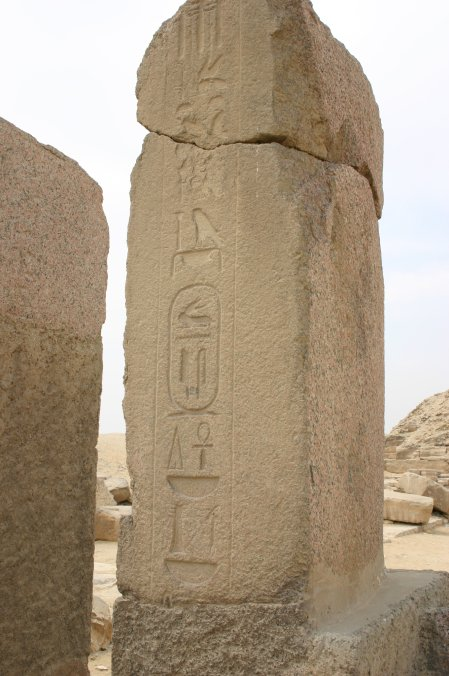
Gouden Horusnaam van Oenas, farao van de 5e dynastie van Egypte
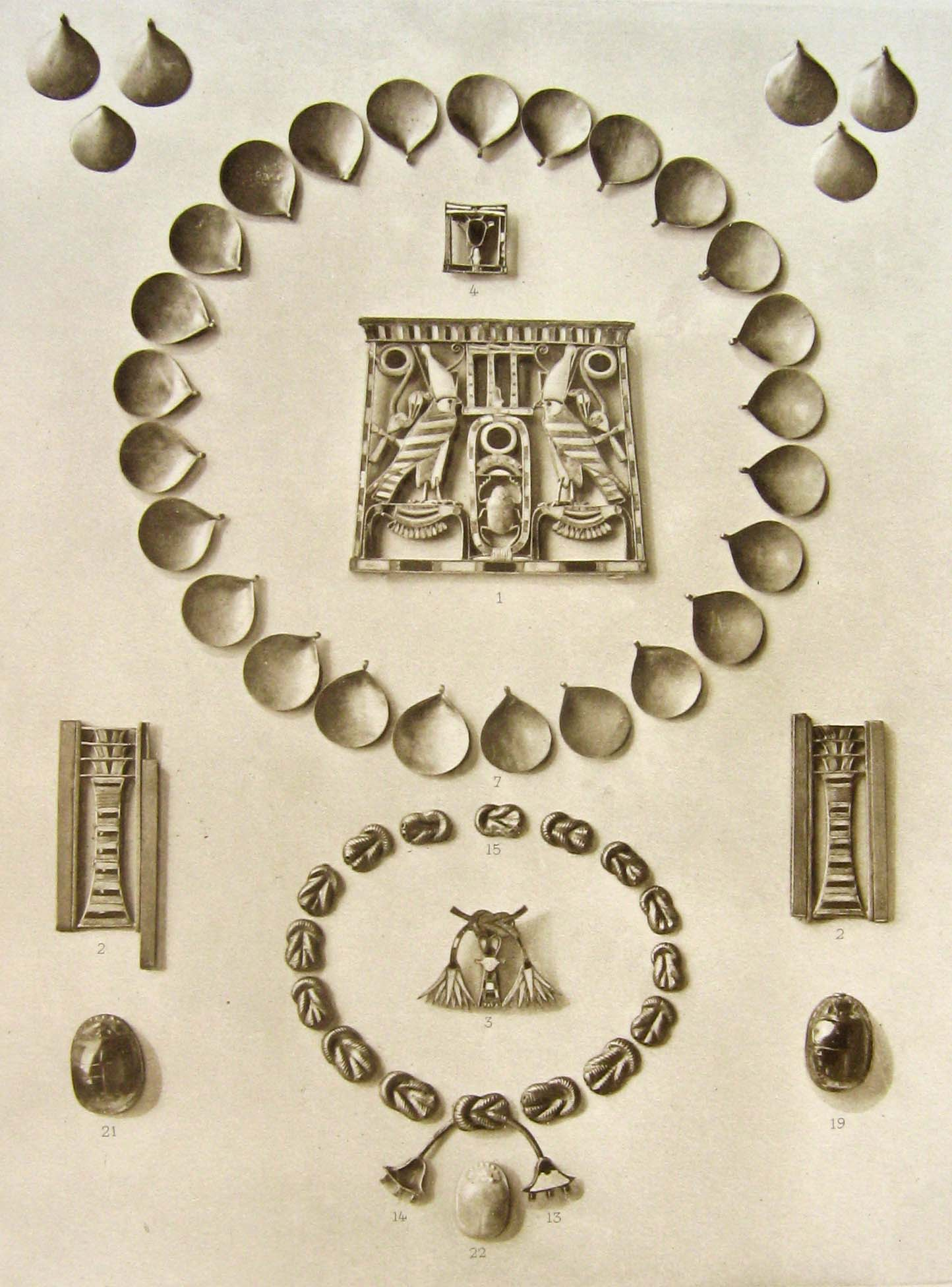
Vierkanten juweel in de vorm van twee Gouden Horussen van Sesostris III, farao van de 12e dynastie van Egypte
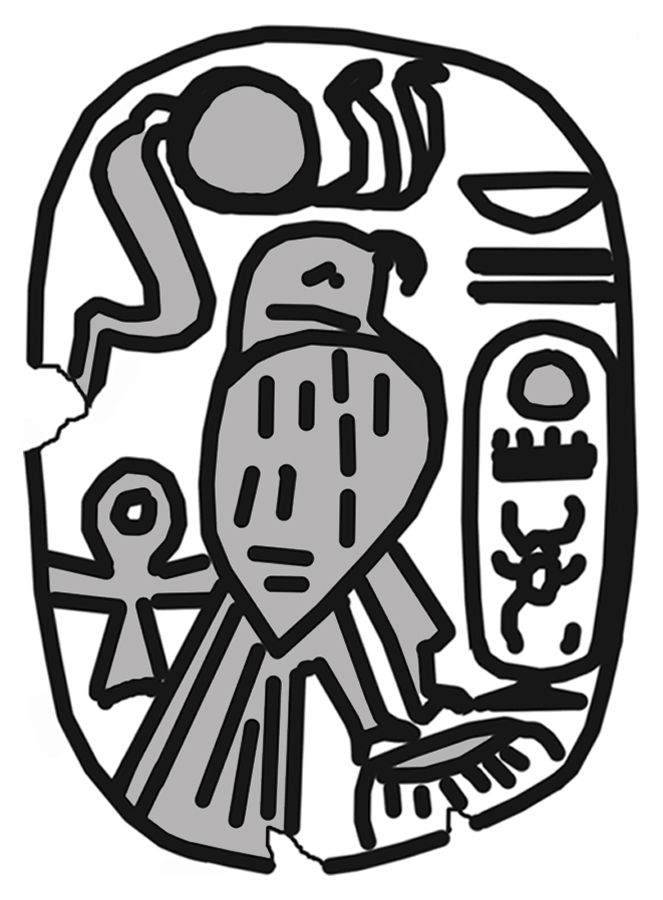
Plaque met Gouden Horusnaam van Thoetmoses III, farao van de 18e dynastie van Egypte
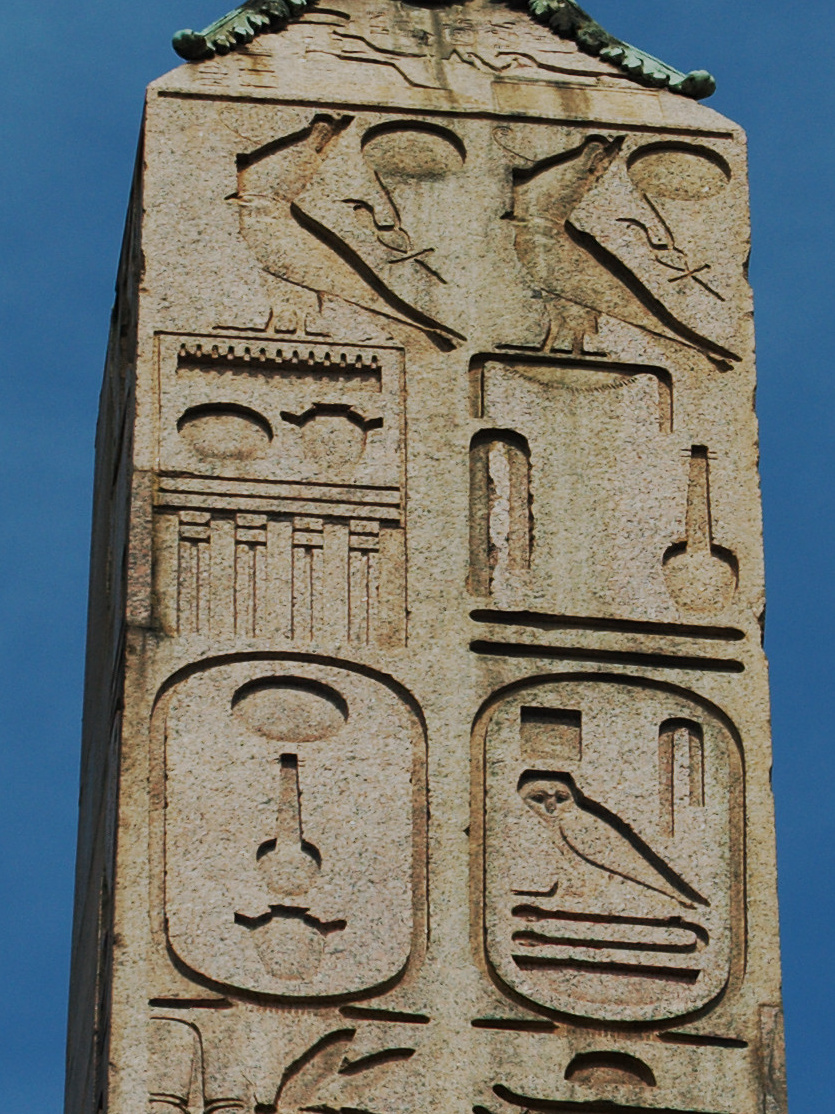
Obelisk in Rome met daarop de Gouden Horusnaam van Psammetichus II, farao van de 26e dynastie van Egypte